# 滑川町
滑川町（なめがわまち）は、埼玉県の中部に位置し、比企郡に属する町。
人口は約2万人。

## 概要
埼玉県のほぼ中央、東京から60km圏内に位置し、川越市や所沢市を中心とした埼玉県西部地域に属し、北を熊谷市、南を東松山市に囲まれた、比企郡7町のうちの1町である。南北は約7.2km東西は約4.8kmとやや南北に長い広がりを持ち、面積は約 29.71km2 と小さい。台地と丘陵が混在するため、面積は小さいながらも標高は約 30m～130mとやや差がある（ただし住居地域や主要道路があるのは40～60ｍの場所がほとんどである）。町南端を東西に東武東上線が走り、南西部につきのわ駅、南東部に森林公園駅が存在する。池袋駅までは急行でほぼ1時間である。以前は県内でもかなり人口の少ない町であったが、つきのわ駅開業（2002年）と周辺の土地区画整理事業に合わせ東武鉄道が住宅開発を行ったことや、それに伴うショッピングセンターの開業で人口がかなりの伸び率で増加している。2000年-2005年の出生率は埼玉県内一、人口増加率は全国の町村のうち第3位であった。また、2005年-2010年にかけても人口増加率が埼玉県内で北足立郡伊奈町に次いで第2位、全国の町村でも第8位、2010年-2015年にかけても人口増加率5.1％で県内3位となった。このように人口増加率には鈍化傾向が見られるものの、つきのわ駅周辺など南部地域において人口増加が目覚しい。

### 地理・気候
- 河川：和田川、滑川、市野川
- 山：二ノ宮山（132ｍ）、大立山（113ｍ）、高根山（105ｍ）

町の北端熊谷市との境付近を和田川、町南部を市野川、ほぼ中央を滑川が流れ、この三本の川はほぼ平行に東西方向に流れている。滑川は町名の由来にもなっている。町の大部分（市野川より北側）は比企北丘陵で占められるが、南端（市野川より南側、つきのわ駅、森林公園駅周辺）は東松山台地がかすめる。北東部には東西約1km、南北約4kmに渡る武蔵丘陵森林公園が広がる。
南部は鉄道路線があったり住宅・商業施設などが増えているが、一方、町北部はほとんど手つかずで自然が残されており、田園風景が広がっている。その自然や田園風景（里山）を活かした観光施設（森林公園、谷津の里など）も存在する。二ノ宮山と大立山は町中西部の同じゴルフ場内に存在する。高根山は北中部の別のゴルフ場内に存在する。二ノ宮山は町により展望台が付けられ山の入口には駐車場もあるため軽い気分で観光できる。
自然が多く残されている北部を中心にため池が非常に多い。県内に大小合わせて800近いため池があり、うち約80％（600）を比企郡で占めるが、その中でも一番多いのが滑川町であり、県全体のおよそ1/4に当たる200ほどのため池が存在し、関東随一の多さを誇っている。なお、このため池の一部から1986年に県内では既に絶滅していたと考えられていたミヤコタナゴ（国の天然記念物）が発見されたことから、滑川町エコミュージアムセンターではミヤコタナゴに関する調査･研究を行っている。
気候は温暖湿潤であるが内陸性の傾向が強く、隣接自治体の熊谷アメダスとほとんど差の変わらない変化や値を取ることが多い。夏は高温多湿で雷雨が多く、冬は低温乾燥で北西の季節風が強く晴天の日が多いのが特徴で、寒暖差が大きい。また、冬の降雪・積雪機会や量も熊谷とほとんど変わらない。

## 歴史
- 1954年（昭和29年）11月3日 - 比企郡福田村、宮前村が合併し、滑川村となる。
- 1974年（昭和49年）7月 - 国営武蔵丘陵森林公園が開園する。
- 1979年（昭和54年）11月 - 「滑川村歌」「滑川音頭」を制定（村歌は5年後に「滑川町歌」へ改題）。
- 1984年（昭和59年）11月3日 - 町制施行し、滑川町となる。

### 平成の大合併
- 比企地区8市町村合併協議
  - 2003年（平成15年）
    - 3月3日 - 比企地区任意合併協議会設置（東松山市・比企郡嵐山町・小川町・都幾川村・玉川村・吉見町・当町、秩父郡東秩父村）
    - 4月1日 - 協議会事務局設置（東松山市役所内）
    - 5月21日 - 第4回協議会において、比企地区任意合併協議会解散を決定。
- 比企地区6町村合併協議
  - 2003年（平成15年）
    - 7月 - 当町・嵐山町・小川町・都幾川村・玉川村・東秩父村の6町村は、合併研究会を設置。
    - 12月 - 当町・嵐山町・小川町・都幾川村・玉川村・東秩父村の6町村は、比企地域3町3村合併協議会を設置。

  - 2004年（平成16年）
    - 7月 - 当町で合併の枠組みを問う住民投票を行った結果、東松山市・吉見町を含む8市町村で合併が過半数を占めたため、当町は比企地域3町3村合併協議会から離脱。
    - 8月 - 比企地域3町3村合併協議会が解散。
- 3市町村合併協議
  - 2008年（平成20年）7月7日 - 東松山、滑川、東秩父の3市町村議で比企地域合併推進議員連絡協議会を8月22日に設置する方針を決めた。
  - 2009年（平成21年）9月17日 - 東松山、滑川、東秩父の比企地域合併推進議員連絡協議会を解散決定。

## 人口
| |                                        |  |
| 滑川町と全国の年齢別人口分布（2005年） | 滑川町の年齢・男女別人口分布（2005年） |  |
| ■紫色 ― 滑川町 ■緑色 ― 日本全国 | ■青色 ― 男性 ■赤色 ― 女性              |  |
| 滑川町（に相当する地域）の人口の推移 \| 1970年（昭和45年） \| 7,505人 \| \| \| 1975年（昭和50年） \| 7,985人 \| \| \| 1980年（昭和55年） \| 9,295人 \| \| \| 1985年（昭和60年） \| 10,406人 \| \| \| 1990年（平成2年） \| 11,566人 \| \| \| 1995年（平成7年） \| 12,484人 \| \| \| 2000年（平成12年） \| 12,836人 \| \| \| 2005年（平成17年） \| 15,434人 \| \| \| 2010年（平成22年） \| 17,325人 \| \| \| 2015年（平成27年） \| 18,212人 \| \| \| 2020年（令和2年） \| 19,732人 \| \| |                                        |  |
| 総務省統計局 国勢調査より |                                        |  |
| 1970年（昭和45年） | 7,505人                                |  |
| 1975年（昭和50年） | 7,985人                                |  |
| 1980年（昭和55年） | 9,295人                                |  |
| 1985年（昭和60年） | 10,406人                               |  |
| 1990年（平成2年） | 11,566人                               |  |
| 1995年（平成7年） | 12,484人                               |  |
| 2000年（平成12年） | 12,836人                               |  |
| 2005年（平成17年） | 15,434人                               |  |
| 2010年（平成22年） | 17,325人                               |  |
| 2015年（平成27年） | 18,212人                               |  |
| 2020年（令和2年） | 19,732人                               |  |

## 行政

### 町長
- 大塚信一（1期目、2022年10月4日より）[3]

### 広域行政
一部事務組合
- 比企広域市町村圏組合:東松山市、嵐山町、小川町、ときがわ町、川島町、吉見町、東秩父村とともに、障害程度区分審査会、介護認定審査会、東松山斎場の運営、比企広域消防本部（川島町を除く)の運営、火薬類取締法・液化石油ガス法・高圧ガス保安法に基づく事務(川島町を除く)を行なっている。
- 小川地区衛生組合:小川町、嵐山町、ときがわ町、東秩父村とともに、ごみ処理（収集運搬を除く）とし尿処理を行なっている。

過去に設置されていた一部事務組合
- 埼玉中部資源循環組合：東松山市、桶川市、比企郡の6町（当町、嵐山町、小川町、ときがわ町、鳩山町、吉見町、川島町（川島町は平成27年12月1日に加入））及び秩父郡東秩父村により平成27年4月1日に設立。可燃ごみ及び粗大ごみの新施設を建設する計画を立てていた。しかし、処理施設の付帯設備（温浴施設等）の建設及び建設後の管理費用負担について協議が纏まらなかったことなどもあり、計画が頓挫し、令和2年3月31日をもって組合は解散した。[4]

## 地域

### 教育
小学校
- 滑川町立福田小学校
- 滑川町立宮前小学校
- 滑川町立月の輪小学校

中学校
- 滑川町立滑川中学校

高等学校
- 埼玉県立滑川総合高等学校

### 公共施設
国の施設
- 国営武蔵丘陵森林公園 武蔵管理センター

町の施設
- 滑川町役場(福田750-1)
- つきのわ駅構内 証明書自動交付コーナー(町民カードの利用により、時間内であれば一部の証明書を自動交付できる)
- コミュニティセンター（羽尾2440-1）
- 保健センター（羽尾4972-8）
- 子育て支援センター（羽尾4855-1）
- 町立図書館（福田763-2）
- 中央公民館（羽尾2440-1）
- 文化スポーツセンター（都189-1）
- 総合運動公園（福田715-1）
- 総合体育館（福田755）
- 滑川幼稚園（中尾1530-5）

### 電話番号
市外局番は町内全域が「0493」。同一市外局番の地域との通話は市内通話料金で利用可能（東松山MA）。収容局は埼玉滑川局、東松山2局、嵐山局、冑山局。

### 郵政
郵便番号は町内全域が「355-08xx」（東松山郵便局が集配を担当）である。
- 滑川福田郵便局
- 滑川羽尾郵便局
- 滑川月輪簡易郵便局

### 消防
- 比企広域消防本部東松山消防署（東松山市）
  - 滑川分署
- 滑川消防団

### 警察
- 東松山警察署（東松山市）
  - 森林公園駅前交番（羽尾366番地1）
  - 福田駐在所（福田2266番地）

## 経済

### 企業
- 東武鉄道 森林公園検修区
- 川越観光自動車 森林公園営業所
- クノールブレムゼ商用車システムジャパン 滑川事業所
- ボッシュオートモーティブシステム むさし工場
- アサヒロジスティクス 滑川営業所
- 竹島精密工業株式会社 滑川工場
- 東京カソード研究所 埼玉事業所
- 高根カントリー倶楽部[5]
  - 東松山工業団地
    - 東京インテリア
    - 北沢産業
    - カルソニックカンセイ
    - パイロットコーポレーション東松山営業所
    - フジミ工研

### 商業
2004年（平成16年）につきのわ駅前ショッピングセンター、2006年（平成18年）に群馬県のベイシア系列によるなめがわ森林モールがオープンした。
- なめがわ森林モール
  - ベイシア
  - カインズホーム
  - 東京靴流通センター
  - 久兵衛屋
  - スターバックス
  - 馬車道
  - あきんどスシロー
  - ケンタッキーフライドチキン
  - 不二家
  - チャンスセンター
  - 蔦屋書店
- つきのわ駅前ショッピングセンター
  - ヤオコー
  - ケーヨーデイツー
  - しまむら
- なめがわ温泉  花和楽の湯 休業中

### 金融機関
- 埼玉縣信用金庫森林公園支店
- 埼玉中央農業協同組合滑川支店

他、つきのわ駅前ショッピングセンターに武蔵野銀行、森林公園駅南口に中央労働金庫と埼玉りそな銀行のATMが存在する。店舗となると武蔵野銀行と中央労働金庫は東松山市か熊谷市、埼玉りそな銀行は嵐山町か東松山市か熊谷市の店舗が最寄りとなる。

## 交通

### 鉄道
- 東武鉄道
  - 東武東上線：森林公園駅 - つきのわ駅
  - 中心となる駅：森林公園駅

### バス
つきのわ駅発着のバスは滑川町ふれあいバスがあったが、2016年8月31日をもって廃止され、高齢者と身体障害者専用のデマンド交通に移行したため、現在は公営・民間ともに無い。そのため、以下の路線は全て森林公園駅北口を発着する路線である。
- 川越観光バス
  - 森林公園駅-森林公園南口線、土休日のみ運行。
  - 東武バスウエスト・千葉交通との共同運行：リムジンバス高速成田空港線成田空港行
- 国際十王交通
  - 東京空港交通との共同運行：リムジンバス高速羽田空港線羽田空港行
  - 森林公園駅-立正大学・熊谷駅南口線、森林公園駅南口-薬王寺バス停
- 花園観光バス
  - 森林公園駅-滑川町役場（平日の朝・日中のみ経由）-ふかや花園プレミアム・アウトレット線

近隣ゴルフ倶楽部行のシャトルバスは森林公園駅北口、東松山工業団地内にある企業のシャトルバスは森林公園駅南口発着である。

### タクシー
タクシーの営業区域は県南西部交通圏で、川越市・所沢市・東松山市・飯能市・和光市などと同じエリアとなっている。

### 道路
一般国道
- 国道254号 唐子バイパス

県道
- 主要地方道
  - 埼玉県道47号深谷東松山線（熊谷東松山道路）
  - 埼玉県道69号深谷嵐山線
- 一般県道
  - 埼玉県道155号さいたま武蔵丘陵森林公園自転車道線
  - 埼玉県道173号ときがわ熊谷線（熊谷東松山道路）
  - 埼玉県道275号由良深谷線
  - 埼玉県道307号福田鴻巣線

## 名所
- 国営武蔵丘陵森林公園
- 熊野神社 (滑川町)-下福田ささら獅子舞は町指定無形民俗文化財
- 滑川町エコミュージアムセンター
- 泉福寺 - 木造阿弥陀如来坐像は国の重要文化財
- 二ノ宮山展望塔

## 出身有名人
- 吉野芳夫 - 実業家。日本バナナ輸入組合理事長。

ゆかりのある有名人
- 若槻千夏 - タレント、元 グラビアアイドル 。町内にある滑川高校（現・滑川総合高等学校）に高校2年までの2年間在籍。
- 久保田智之 - 若槻同様、高校時代に滑川高校に在籍、卒業。1998年夏に西埼玉代表の捕手兼投手として同校初の甲子園出場。のち阪神タイガースで活躍。現在は引退し阪神球団職員（スカウト）。